# Sirinaga I
Sirinaga I (o Siri Naga I) fou rei d'Anuradhapura (Sri Lanka) del 196 al 215.
Era cunyat de Kudanaga i el ministre encarregat de l'exèrcit del rei. El país passava per una mala situació, amb la fam estenent-se, i el rei no hi va poder posar remei i va perdre el suport popular. Llavors Sirinaga es va revoltar i va marxar amb les seves tropes a la capital, va derrotar els soldats que havien restat lleials al rei i es va proclamar nou rei deposant a Kudanaga. Per sort per a ell la situació econòmica va millorar aviat per pluges i collites adequades.
Va posar una esplèndida chattra d'or a la dagoba de Ruwanwelisaya al lloc de la que s'hi havia posat l'any 21 pel rei Addagamunu. Va reconstruir les cinc plantes del Lohapasada al Lova Maha Paya i es van construir escales a cada una de les quatre entrades del recinte rodejant el arbre sagrat Bo.
Va alliberar a les "bones famílies" (els de casta superior) de l'illa de serveis al rei. Va morir al cap de 19 anys de regnat. El va succeir el seu fill Voharika Tissa o Vira Tissa.